# Cola en H

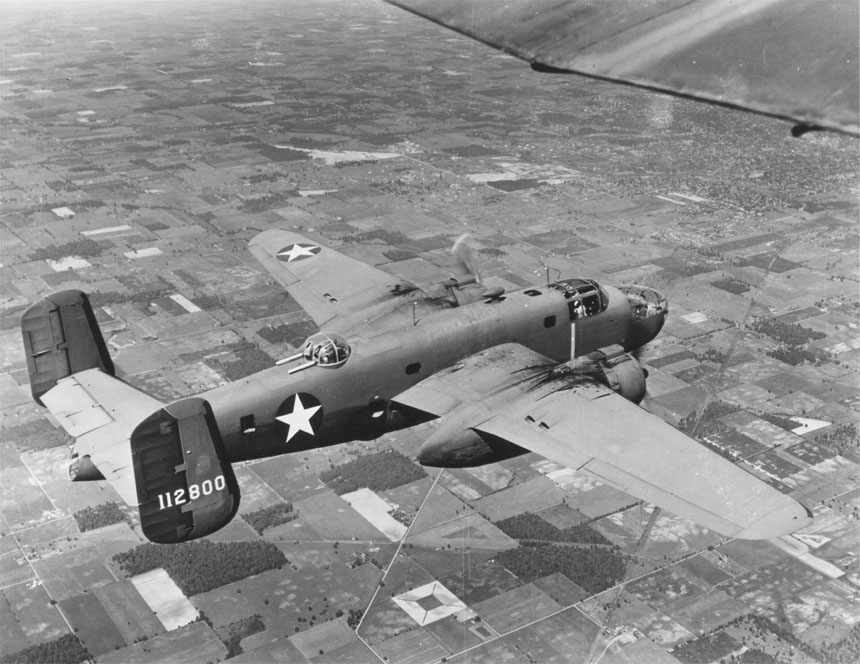
North American B-25 Mitchell con cola en H en pleno vuelo

En aeronáutica, una cola en H es un tipo específico de disposición de superficies estabilizadoras que se encuentra en la cola de algunas aeronaves, caracterizada por utilizar dos estabilizadores verticales paralelos, a menudo más pequeños por sí mismos de lo que sería una sola cola convencional, y que normalmente van montados en el exterior del estabilizador horizontal. Su nombre procede de que su silueta se asemeja al perfil de una letra "H" mayúscula cuando se ve desde atrás. Fue utilizada en una amplia variedad aviones de la Segunda Guerra Mundial producidos en masa, especialmente los bombarderos estadounidenses Consolidated B-24 Liberator y North American B-25 Mitchell, los bombarderos pesados británicos Avro 683 Lancaster y Handley Page Halifax, y en el bombardero de ataque Petliakov Pe-2 de la Unión Soviética.
Un caso especial se presenta en las aeronaves de doble cola, en las que el fuselaje de popa está formado por dos carenados separados, cada uno de los cuales posee su propio timón, que generalmente están conectados por un único estabilizador horizontal. Ejemplos de esta construcción son el Lockheed P-38 Lightning de doble motor; el Northrop P-61 Black Widow; el Focke-Wulf Fw 189; el de Havilland DH.100 Vampire con motor de chorro único; el avión de carga Fairchild C-119 Flying Boxcar y el poco conocido Transavia PL-12 Airtruk.
En esta categoría también se engloban las aeronaves con dos derivas verticales en su parte posterior (como el caza Grumman F-14 Tomcat), en las que la silueta de la letra H ya no es reconocible.

## Diseño

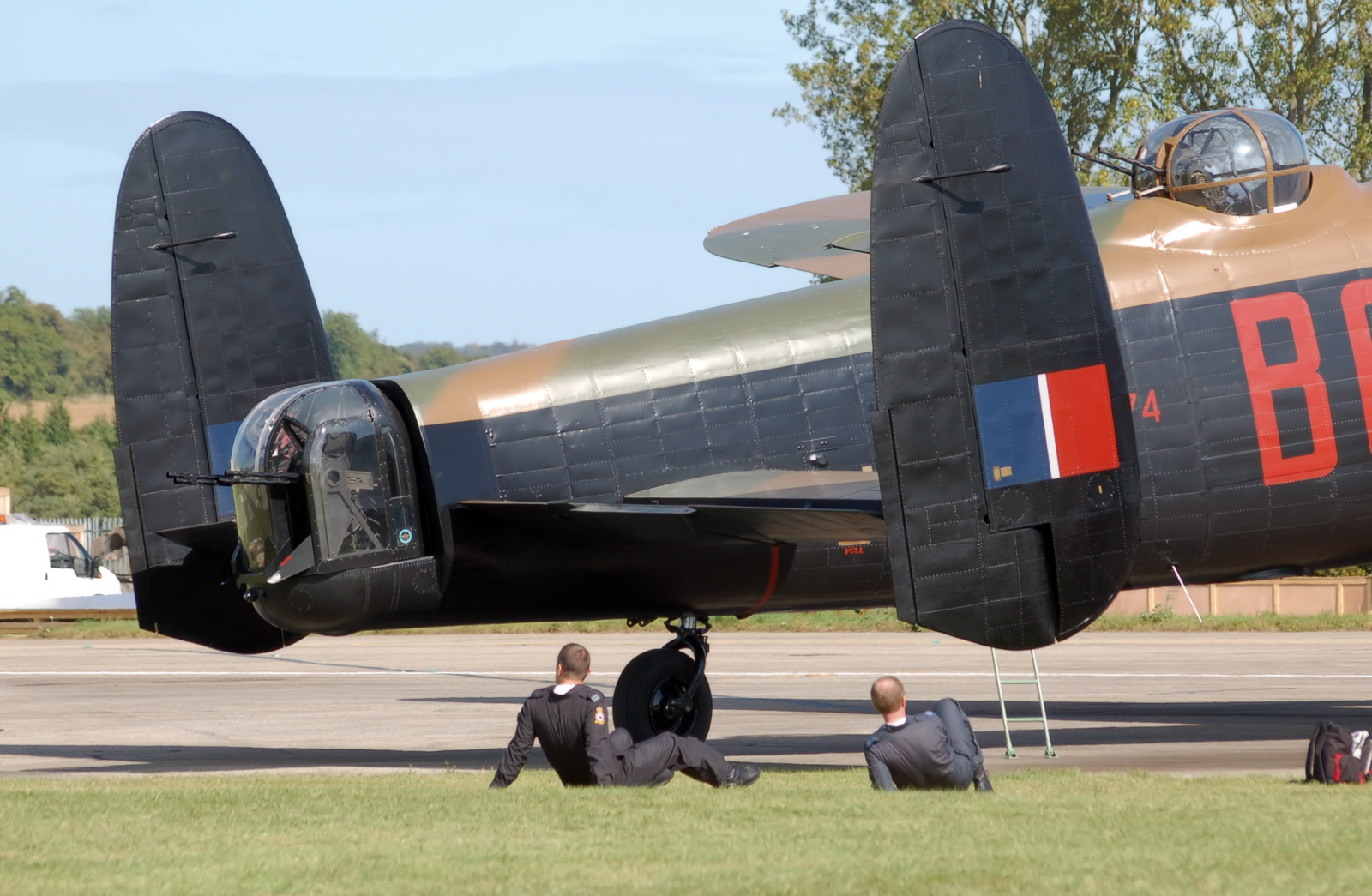
Cola en H de un Avro Lancaster

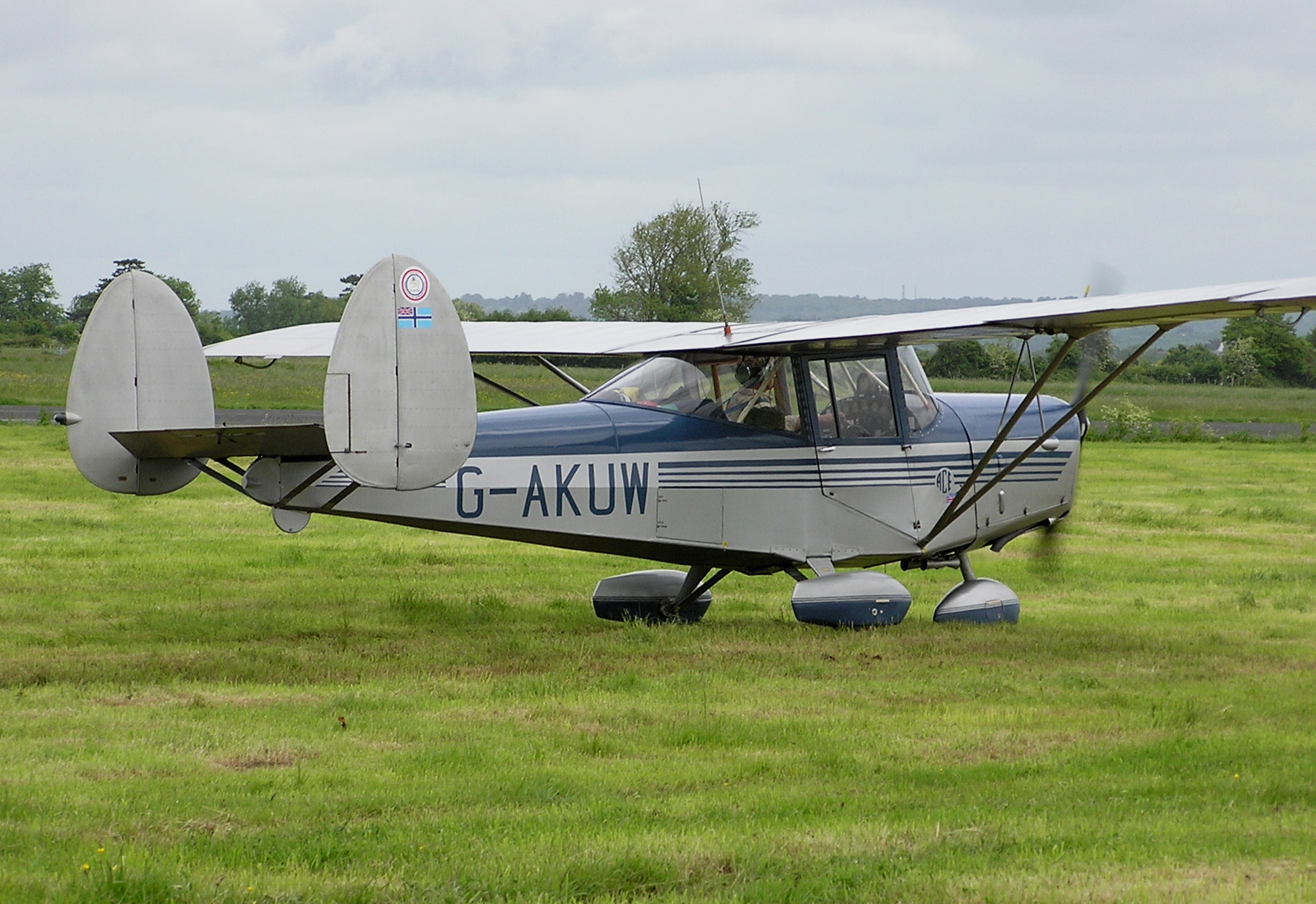
Cola en H del Chrislea Super Ace, construido en 1948

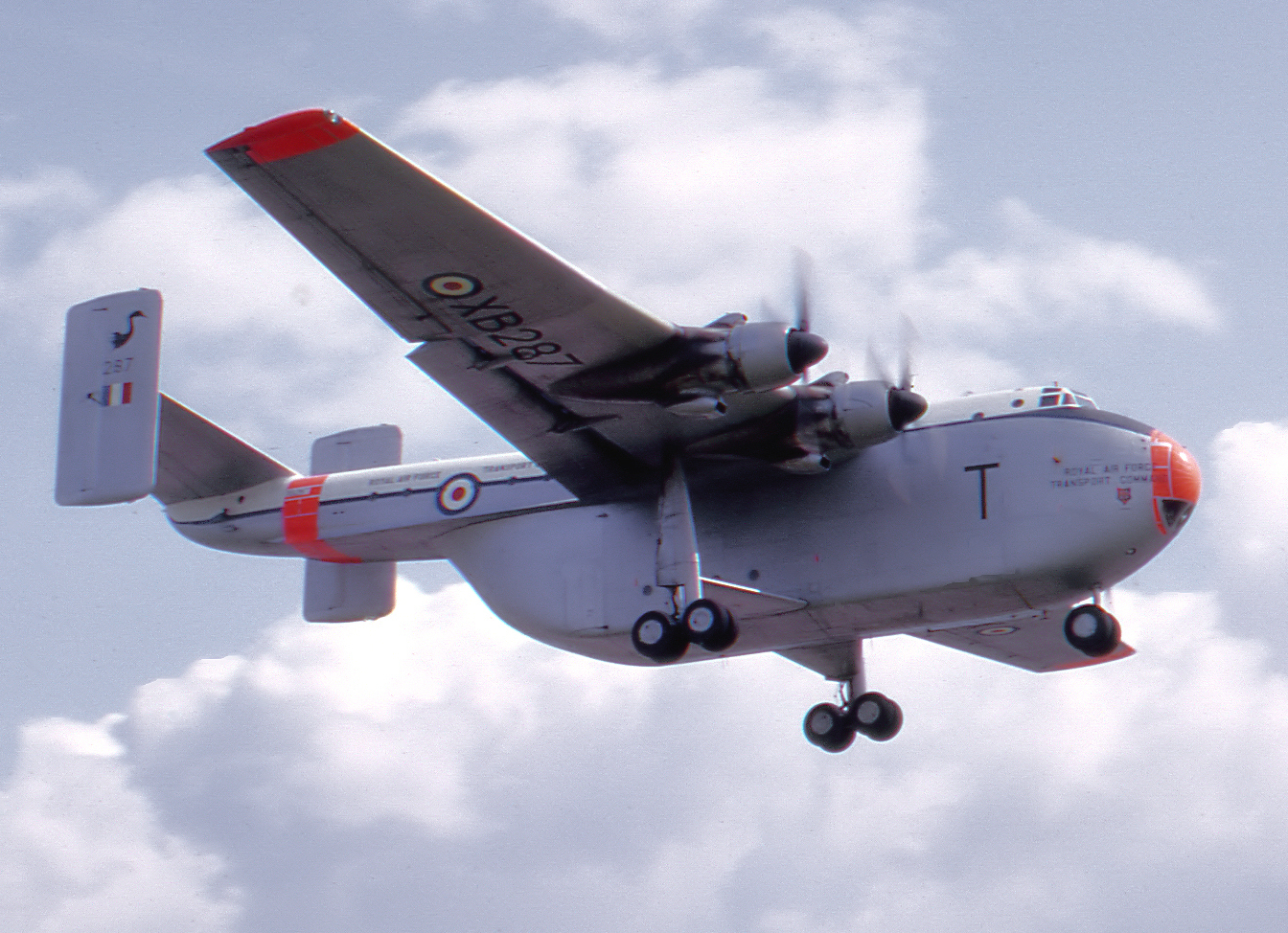
Montaje elevado de la cola en H del transporte Blackburn B-101 Beverley

La separación de las derivas permite optimizar la superficie útil de los timones, sin necesidad de recurrir a una única cola de gran tamaño. En los aviones con varios motores de hélice, situar las aletas dobles y los timones centrados en el flujo de las hélices mejoran la efectividad de los timones y un mejor control a bajas velocidades y cuando se remolcan o portan grandes cargas. Una cola en H también puede permitir optimizar las dimensiones necesarias en los hangares, facilitar a los artilleros de la parte trasera del avión un área de disparo mejorada, y en algunos casos, reducir el peso del avión. También ofrece la ventaja de la redundancia: si una cola está dañada, la otra puede permanecer funcionando.
La mayoría de las veces, las superficies verticales gemelas están unidas a los extremos del estabilizador horizontal, pero en algunos aviones como los bombarderos Armstrong Whitworth Whitley, Mitsubishi G3M y Dornier Do 19, tenían sus superficies verticales gemelas montadas en la superficie superior del estabilizador fijo, a cierta distancia hacia adentro de las puntas del estabilizador horizontal.
Muchos diseños de aviones canard incorporan colas en H en las puntas del ala principal. Muy ocasionalmente, se utilizan tres o más colas, como en el Breguet Deux-Ponts, el Lockheed Constellation o el Boeing 314. Un diseño muy inusual se puede ver en el Grumman E-2 Hawkeye, que tiene dos colas verticales adicionales fijadas al estabilizador horizontal entre las dos superficies de cola verticales normales. Esta disposición fue elegida por las limitaciones de tamaño rigurosas de las aeronaves basadas en portaaviones.
Entre las aeronaves destacadas con cola en H figuran los Consolidated B-24 Liberator, Handley Page Halifax, Avro 683 Lancaster y P-38 Lightning. Sin embargo, esta configuración no se limita a los aviones clásicos de la Segunda Guerra Mundial. Muchos cazas más modernos como el Grumman F-14 Tomcat, McDonnell Douglas F-15 Eagle, Sukhoi Su-27, Mikoyan MiG-29 y Fairchild-Republic A-10 Thunderbolt II, hacen uso de configuraciones de cola en H o con dos derivas verticales, al igual que diseños civiles y de carga como el Antonov An-14, Antonov An-22,
Antonov An-28, Antonov An-38, Antonov An-225, Beechcraft Modelo 18, Beriev Be-12, ERCO Ercoupe, Short 330, y los modelos diseñados por Burt Rutan, el Long-EZ y el SpaceShipOne.